# فيراري 166 إنتر

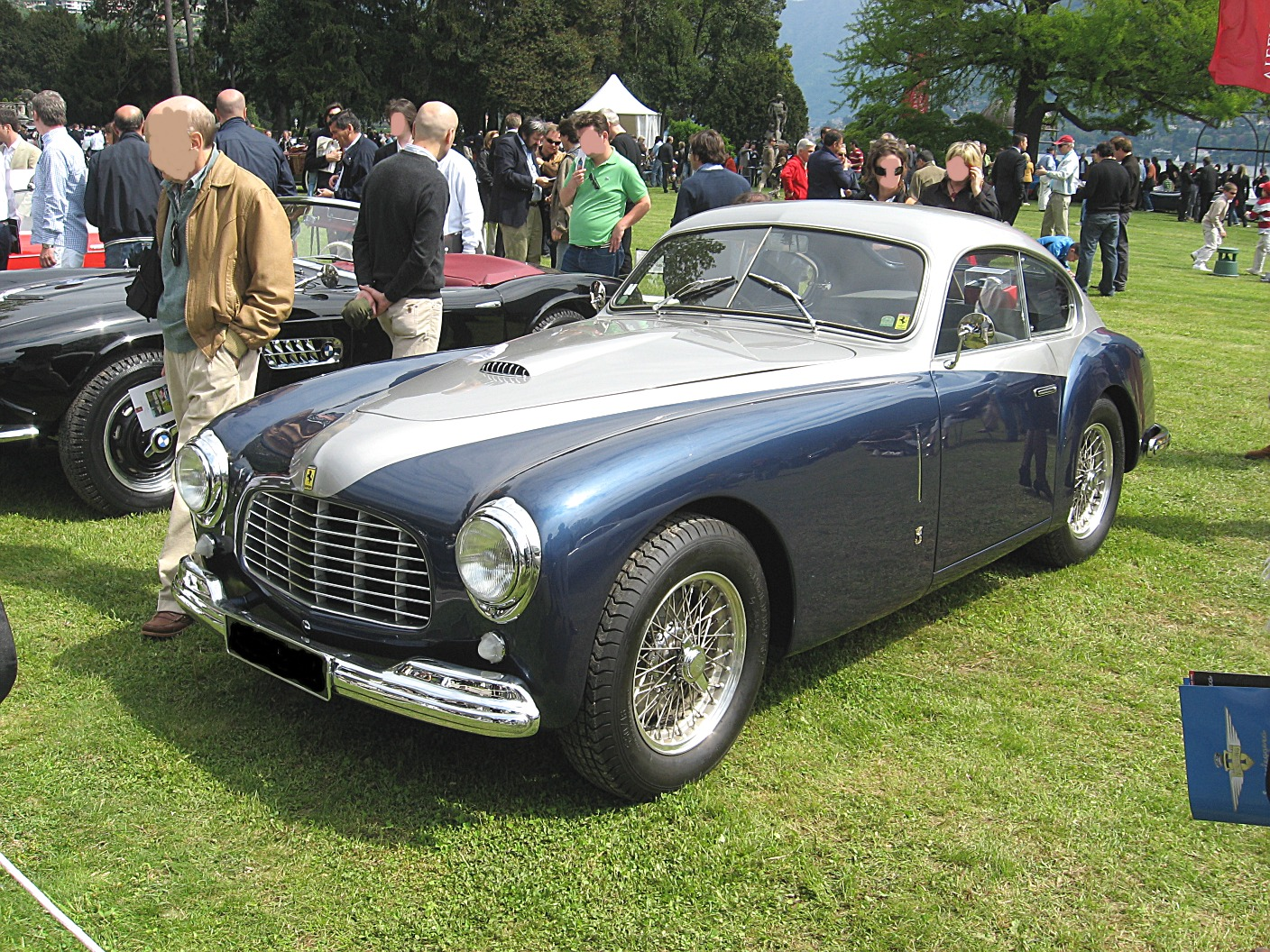
سيارة فيراري 166-إنتر من الجهة الأمامية

فيراري 166 إنتر (بالإيطالية: Ferrari 166 Inter)‏ ، هي سيارة رياضية صدرت عام 1948م. تم تصنيع 38 سيارة فقط وذلك بين عامي 1948-1950.